# Cândido de Oliveira
Cândido Plácido Fernandes de Oliveira (24 septembrie 1896, Fronteira — 23 iunie 1958, Stockholm) a fost un fotbalist, antrenor de fotbal și jurnalist sportiv portughez.
El a jucat pentru Sport Lisboa e Benfica între 1911–1920. Unica selecție la naționala Portugaliei a avut-o în primul meci al Selecção das Quinas, pe 18 decembrie 1921, în înfrângerea cu 1–3 în fața Spaniei la Madrid, meci în care a fost căpitan.
Oliveira a fost un antrenor de succes al Sporting Clube de Portugal, și a antrenat în câteva rânduri selecționata de fotbal a Portugaliei.
El a decedat pe 23 iunie 1958 în Stockholm, Suedia din cauza unei insuficiențe respiratorii. Supercupa Portugaliei a fost ulterior denumită în cinstea sa, Supertaça Cândido de Oliveira.